# جواو باولو سواريس ألميدا
جواو باولو سواريس ألميدا (10 يناير 1993 في البرتغال - ) هو لاعب كرة قدم برتغالي في مركز الوسط.

## وصلات خارجية
- جواو باولو سواريس ألميدا على موقع قاعدة بيانات كرة القدم.إي يو (الإنجليزية)